# 臭根子草
臭根子草（学名：Bothriochloa bladhii）为禾本科孔颖草属下的一个种。

## 扩展阅读
維基物種上的相關：臭根子草